# Jaginów
Jaginów – część wsi Domaradzka Kuźnia w Polsce położony w województwie opolskim, w powiecie namysłowskim, w gminie Pokój. 
Miejscowość wchodzi w skład sołectwa Domaradzka Kuźnia.
W latach 1975–1998 miejscowość administracyjnie należała do ówczesnego województwa opolskiego.